# Rana draytonii
Rana draytonii är en groddjursart som beskrevs av Baird och Girard 1852. Rana draytonii ingår i släktet Rana och familjen egentliga grodor. IUCN kategoriserar arten globalt som sårbar. Inga underarter finns listade i Catalogue of Life.